# Jožko Čuk
Jožko Čuk, slovenski inženir strojništva in politik, * 30. oktober 1952.
Med leti:
- 1992 in 1995 je bil podpredsednik Gospodarske zbornice Slovenije;
- 1995 in 2006 je bil predsednik Gospodarske zbornice Slovenije;
- 1997 in 2007 je bil član Državnega sveta Republike Slovenije;